# Physiphora hendeli
Physiphora hendeli är en tvåvingeart som först beskrevs av Johnson 1913.  Physiphora hendeli ingår i släktet Physiphora och familjen fläckflugor. Inga underarter finns listade i Catalogue of Life.